# Terry Semel
Terry Semel (n. 14 februarie 1943, New York City, New York, U.S.A.) este chairman (președintele consiliului de administrație) și CEO al companiei Yahoo! Incorporated din mai 2001. Anterior, Semel a lucrat 24 de ani la Warner Brothers, unde a fost chairman și co-CEO. În anul 2005 pachetul său de acțiuni valora peste 50 de milioane dolari. În iunie 2006, salariul anual al lui Terry Semel a fost redus la 1 dolar, în schimbul a mii de "stock options" la Yahoo!. Salariul anual anterior fusese de 600.000 de dolari.
Tatăl lui Semel era designer de paltoane de damă, iar mama sa era funcționară la o companie de autobuze. Terry a crescut în Bay Terrace, o parte a cartierului Bayside din New York City. Este copilul mijlociu și mai are două surori. În anul 1964 Semel a absolvit facultatea de contabilitate de la Long Island University din cartierul Brooklyn, New York City.
Conform prevederilor actualului contract, care se întinde până în 2008, Semel este îndreptățit să primească un bonus anual de până la un milion de "stock options".
De când Semel a preluat conducerea companiei Yahoo!, prețul acțiunilor acesteia a crescut de mai mult decât de trei ori. În ultimii 3 ani Semel a vândut 18,1 milioane de "stock options" proprii, câștigând astfel 429 milioane de dolari. El mai deține alte 17,7 milionane de "stock options" pe care încă nu le-a vândut.
Semel se află și în consiliul de directori ai firmelor Polo Ralph Lauren Corporation, Museum of Television and Radio și Guggenheim Museum. În 2005, lui Semel i-a fost acordată cea mai înaltă gradație (medalie) a universității UCLA, precum și un premiu "Yale Legends" pentru "Leadership". El mai este membru în consiliul de administrație al școlii superioare Emerson College.
Fiul său, Eric Semel, este CEO al firmei "365 Media Group" din Anglia.

## Controversata colaborare Yahoo! cu China
Semel a fost criticat pentru sprijinul acordat autorităților chineze în încercarea acestora de oprimare a dizidenților locali.
Într-o conferință foarte mediatizată organizată de cotidianul The Wall Street Journal, Semel a fost întrebat dacă Yahoo! ar fi colaborat cu Germania nazistă. Semel, care este evreu, a răspuns "Nu știu ce aș fi gândit atunci", și a adăugat "Nu am o părere bună despre ceea ce se întâmplă în prezent în China".